# 利州区
利州区（りしゅう-く）は中華人民共和国四川省広元市に位置する市轄区。

## 行政区画
- 街道:東壩街道、嘉陵街道、河西街道、雪峰街道、南河街道、上西街道、回竜街道、楊家街道、袁家壩街道、下西街道
- 鎮:栄山鎮、大石鎮、盤竜鎮、宝輪鎮、赤化鎮、三堆鎮、工農鎮
- 郷:白朝郷、金洞郷、竜潭郷

## 教育

### 大学
- 広元職工医学院（中国語版）

## 健康・医療・衛生
- 利州区第一人民医院